# Voyerismo
El voyerismo es el nombre que se le da a una parafilia que consiste en observar a otra persona, o a grupos, durante sus relaciones sexuales o de carácter privado. Por lo general quienes presentan esta conducta, conocidos como voyeruristas o voyeristas, no participan de la actividad sexual observada.

## Etimología
El término deriva de la palabra francesa: voyeur participio del verbo voir (ver) con el sufijo de agente -eur, y significa «el que ve».  
Una traducción literal podría ser «mirón», «morboso», «pervertido» u «observador», con la connotación peyorativa del caso. Con esta misma finalidad, en Venezuela se suele emplear la palabra «buzo» de manera coloquial, igualmente en contexto peyorativo (la acción se denomina «bucear»).
En Cuba, se emplea el vocablo en el argot popular "tirador".

## Práctica
La persona voyerista suele observar la situación desde lejos, bien mirando por la cerradura de una puerta, o por un resquicio, o utilizando medios técnicos como un espejo, una cámara portátil con linterna pegada debajo de la mesa, etc. La masturbación acompaña a menudo al acto voyerista. El riesgo de ser descubierto actúa normalmente como un potenciador de la excitación.
Ambas conductas poseen un fuerte componente compulsivo, irrefrenable, mostrando en los sujetos aumento de su tasa cardíaca y sudoración ante la aparición de estímulos relacionados con dichas actividades. Estos efectos físicos desaparecen tras la realización del acto voyerista.
Es necesario, por lo tanto, distinguir entre voyerismo y actividad sexual normal, en la que también se produce una excitación al contemplar la desnudez. La diferencia estriba no solo en el consentimiento o conocimiento de la persona observada que, en el caso del voyerista, rara vez existe; mientras que en la actividad sexual normal se sobreentiende que sí, formando en este último caso parte de la totalidad de la actividad, no siendo en sí misma la totalidad (la parte por el todo), sino también en la exclusividad de la observación como conducta sexual, carente de interacción física interpersonal.
El DSM-III-R establece asimismo una diferencia entre voyerismo y contemplación de pornografía. El diagnóstico diferencial se basa igualmente en el conocimiento del hecho de ser observado por la persona objeto de la conducta. Algunos autores, como Langevin y Lang 1987, consideran la pornografía como un acto voyerista, siempre que este acto constituya la fuente primordial de excitación sexual de un sujeto, o una conducta recurrente.
En lo que respecta a los rasgos de personalidad del voyerista, estos sujetos suelen ser tímidos durante la adolescencia y con cierta dificultad para iniciar o mantener relaciones de pareja. No son sujetos especialmente propensos a poseer rasgos especialmente patológicos.
El candaulismo, del personaje histórico Candaules, es un comportamiento consistente en que el mirón obtiene placer al observar a su pareja mientras mantiene relaciones sexuales con otra persona.
Para el gusto voyerista se han creado los llamados peep shows, que son actuaciones que se realizan en vivo en las tiendas eróticas o que se observan en la red Internet por medio de una cámara web. Estos espectáculos suelen mostrar a mujeres que fingen no saber que son observadas durante el acto de desnudarse o mientras se masturban.
Por extensión, el término se utiliza también en un amplio contexto: por ejemplo, se habla del «voyeurismo del telespectador» frente a unas imágenes o acontecimientos relacionados con las personas y su intimidad o su desnudo.
La palabra «voyerista» o «mirón» se puede definir asimismo como alguien que disfruta siendo testigo de situaciones de sufrimiento o desgracia de otras personas (schadenfreude).

## Penalización
En algunas culturas el voyerismo se considera una perversión y varios países lo han clasificado como un delito sexual. 
- El Reino Unido agregó esta ofensa al Sexual Offences Act of 2003, criminalizando el acto de espiar a alguien sin su consentimiento.
- Canadá promulgó una ley similar a finales de 2005, declarando al voyerismo un delito sexual.
- EE. UU. también penaliza esta práctica y en nueve estados del país hay leyes que castigan específicamente el «videovoyerismo», el cual implica filmar a alguien sin su consentimiento mientras se encuentra en situaciones privadas.

## Representaciones en la cultura
Un ejemplo famoso de voyerismo en el cine es de La Ventana Indiscreta de Alfred Hitchcock en la cual el protagonista, aburrido por su situación (está enyesado, sentado en una silla de ruedas, frente a la ventana de su departamento) espía, sin ser visto, por medio de catalejos, a sus vecinos de enfrente, observando por ejemplo a una bella joven bailando sola, a otra mujer recibiendo a sus amigos, etc.
- En los años 80, Brian De Palma tocó el tema en Doble de cuerpo (Body Double en original), con Melanie Griffith de protagonista. En el filme, un hombre se queda a cuidar la casa de un amigo. Por las noches, en una casa cercana una mujer realizaba una sensual danza mientras se desnudaba.
- En 1989 el cineasta francés Patrice Leconte mostró a un voyeurista enamorado en su filme Monsieur Hire; protagonizado por una muy joven Sandrine Bonnaire y Michel Blanc, en el papel de Monsieur Hire.
- En el 2001, Michael Haneke retrata en "La Pianiste" la vida de una profesora de piano con una vida privada y sexual bastante oscura, incluida su afición por prácticas de este tipo.
- En el 2002, William Malone dirige la película de terror FeardotCom, que se basa en la historia de una extraña página web en donde se muestran actos de voyeurismo.
- El director austriaco Michael Haneke mostró su perspectiva en Caché, una producción franco-austriaca estrenada en el 2005.[3]

- En el manga Nozoki Ana (ノ・ゾ・キ・ア・ナ) de Wakou Honna, Emiru controla a su vecino, Kido, para que se enamore y haga el amor con otras mujeres. Mientras, ella mira a través de un agujero en la pared que conecta sus habitaciones.[4] Nozoki Ana también cuenta con una adaptación de anime y de acción real.[5][6]
- En el manga Nozo×Kimi (ノゾ×キミ) escrito e ilustrado por Wakou Honna Komine Nozomi utiliza la "debilidad" de Suga Kimio para crear una relación en secreto llamada "Mostrarse el uno al otro".[7] NozoxKimi también tiene una adaptación anime.[8]